# Photocryptus apicalis
Photocryptus apicalis är en stekelart som först beskrevs av Otto Schmiedeknecht 1908.  Photocryptus apicalis ingår i släktet Photocryptus och familjen brokparasitsteklar. Inga underarter finns listade i Catalogue of Life.